# Wustrow (Fischland)
Das Ostseebad Wustrow ist eine aus einem ehemaligen Fischer- und Seefahrerdorf hervorgegangene Gemeinde in Mecklenburg-Vorpommern an der Ostsee, im Landesteil Mecklenburg. Heute ist Wustrow vor allem durch den Tourismus geprägt.
Wustrow liegt auf dem Fischland zwischen Ostsee und Saaler Bodden. Unmittelbar südlich des Ortes beim Permin liegt die mit nur 100 m Breite schmalste Stelle der Halbinsel.

## Geografie
Wustrow liegt auf der Halbinsel Fischland an der beginnenden Verengung zwischen der Ostsee und dem Saaler Bodden. Als ehemalige Insel wurde das Fischland durch die bis ins 14. Jahrhundert schiffbaren Mündungsarme der Recknitz begrenzt: im Süden den Permin, im Norden den Loop.

## Geschichte

### Name
Der Name Wustrow leitet sich aus dem Slawischen ab und bedeutet „Umflossener Ort“ bzw. „Ort auf der Insel“.

### Altertum und Mittelalter
Auf dem Gebiet des heutigen Fischlandes siedelte sich nach der Völkerwanderung der slawische Stamm der Wilzen an. Das Fischland war damals eine Insel, auf der auf einem künstlichen Hügel an der Stelle der heutigen Kirche ein slawisches Heiligtum errichtet wurde (siehe auch Svantovit). Der Ort hieß deshalb auch früher Swante Wustrow (heilige Insel).
Wustrow wurde erstmals 1235 in einer Schenkungsurkunde Papst Gregors IX. an das Zisterzienserkloster Dünamünde in Livland erwähnt. 1395 wurde der Permin südlich Wustrows im Auftrag von Hansestädten zugeschüttet, um dem Konkurrenten Ribnitz den Zugang zur Ostsee zu erschweren. Seitdem liegt Wustrow nicht mehr auf einer Insel. 1528 kam das Fischland und somit auch Wustrow in den Besitz des Ribnitzer Nonnenklosters, wechselte dann später in den so genannten Dominalbesitz, wurde also Eigentum des mecklenburgischen Herzogs.

### 1800 bis 1900
Die in Wustrow ansässigen Landwirte waren keine freien Bauern, sondern hatten ihre Hufen als Erblehen erhalten. Erst 1870 wurden sie Erbpächter und schließlich 1919 Eigentümer der Ländereien. Stark geprägt wurde der Ort durch Fischerei und Seeschifffahrt. Der Fischreichtum der Region, insbesondere die Bestände an Hering, wurde zu einer wichtigen Einnahmequelle. Selbst nach Sachsen wurde Räucherhering vom Fischland exportiert. Zur Blütezeit der Segelschifffahrt in der Mitte des 19. Jahrhunderts hatten etwa 240 Schiffe in Wustrow ihren Heimathafen. Die Schifffahrt forderte im Laufe der Zeit das Leben von circa 500 Bewohnern des Fischlandes, die von der See nicht zurückkamen. Die sich entwickelnde Motorschifffahrt beendete in der zweiten Hälfte des 19. Jahrhunderts die Segelschifffahrt als wichtigen Wirtschaftszweig in Wustrow und Umgebung.
1846 wurde in Wustrow die Großherzogliche Mecklenburgische Navigationsschule gegründet. Sie wurde später in Seefahrtsschule umbenannt und 1969 zur Ingenieurhochschule für Seefahrt Warnemünde-Wustrow ausgebaut, der ersten Hochschule für zivile Schiffsoffiziere und Kapitäne im deutschsprachigen Raum. 1991 wurde die Hochschule geschlossen und die Gebäude in der Folgezeit teilweise abgerissen.

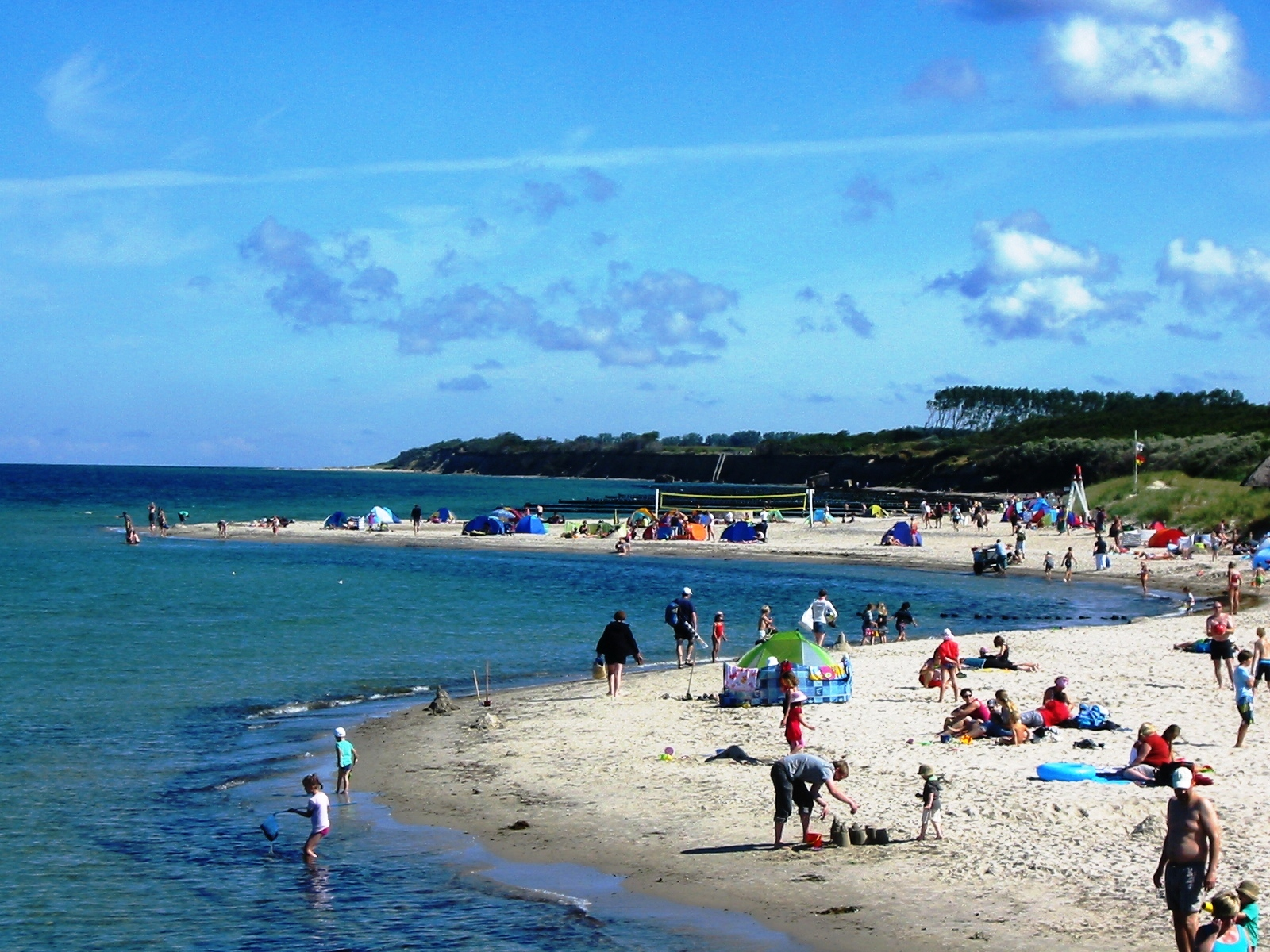
Strand von Wustrow, der zur Fischland-Halbinsel gehört.

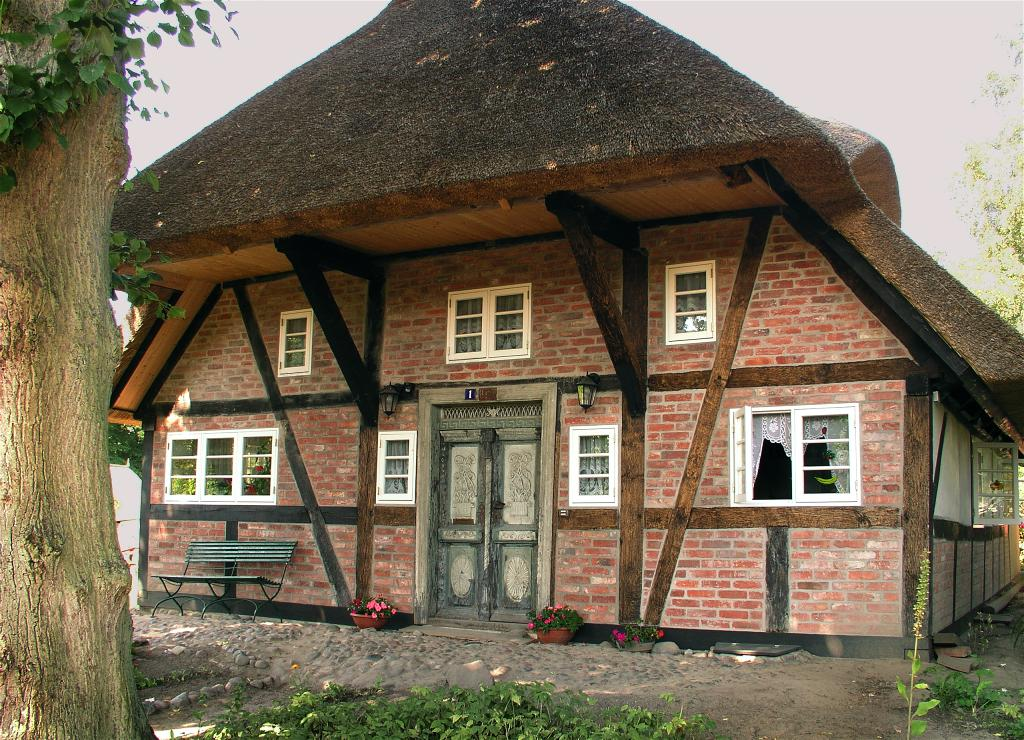
Historisches Hochdielenhaus in Wustrow

1869 zerstörte ein Großfeuer in Wustrow 43 Büdnerhäuser und fünf Bauernhöfe. Der Deutsch-Französische Krieg 1870/71 brachte der Handelsschifffahrt erhebliche Störungen ein. 1872 gab es an den Küsten Mecklenburgs und Vorpommerns ein schweres Sturmhochwasser. Viele Häuser in Wustrow wurden zerstört und große Teile der Dünen weggeschwemmt. Über den Durchbruch der Ostsee zum Bodden musste eine Notbrücke geschlagen werden. Als Reaktion auf diese Naturkatastrophe wurde ein neuer Deich errichtet.
1873 weihte der mecklenburgische Großherzog die anstelle der 1869 abgerissenen baufälligen Feldsteinkirche neu errichtete Backsteinkirche ein. Von 32.711 Talern Baukosten hatte er 30.671 selbst übernommen. Außerdem waren bis 1873 fast alle Schäden des großen Brandes beseitigt. Dies brachte größere und massivere Häuser mit sich und prägte so ebenfalls das neue Bild des Dorfes. Einige Bauernhöfe wurden nach außerhalb verlegt.
1880 wurde ein gemeinnütziger Verein zur Förderung des Fremdenverkehrs gegründet. Dieser spielte in der Folgezeit eine zunehmend wichtige Rolle im örtlichen Wirtschaftsleben.

### Neuere Zeit

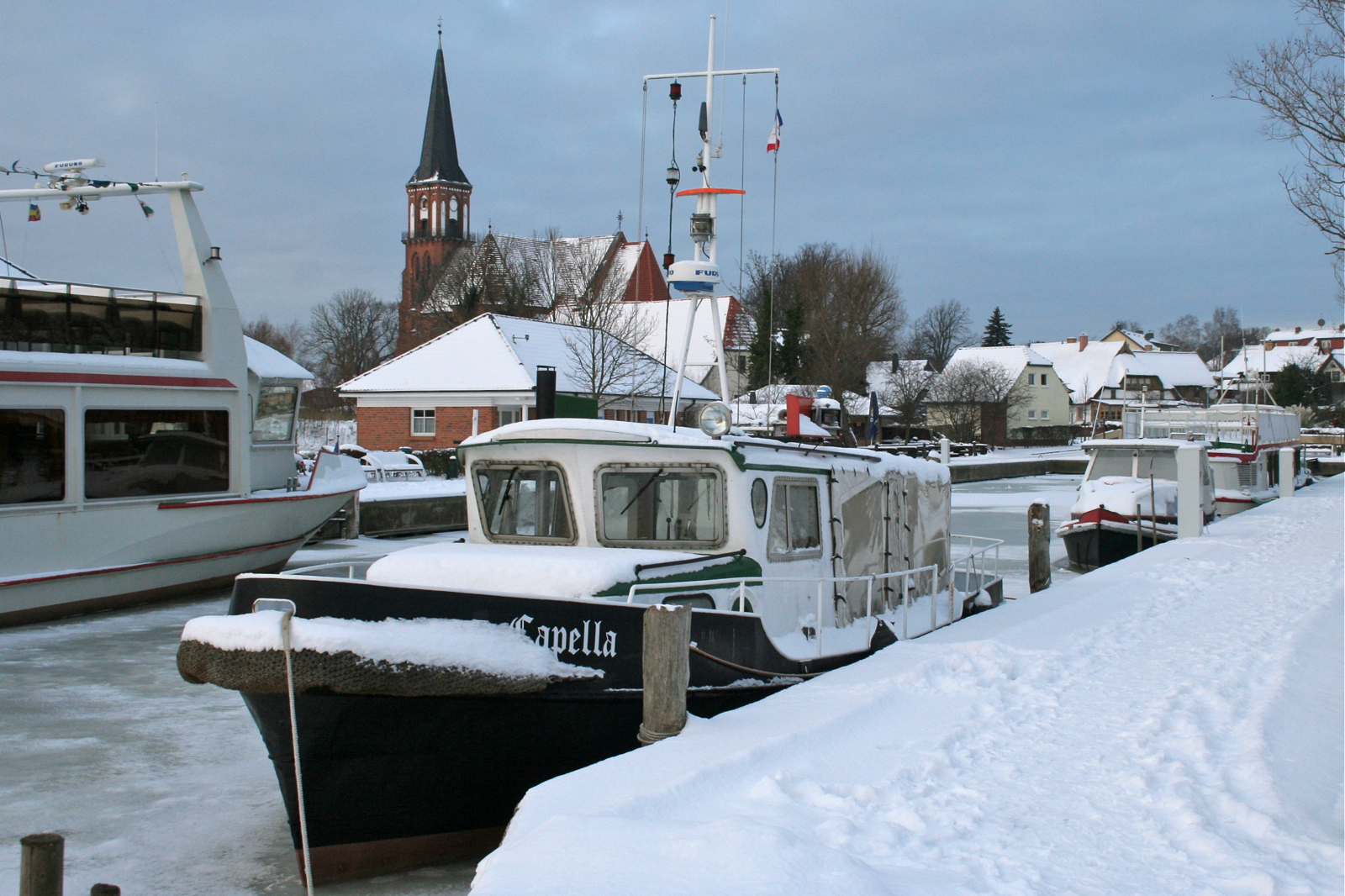
Hafen von Wustrow

1926 erhielt Wustrow die Bezeichnung Ostseebad.
Zum Ende des Zweiten Weltkrieges wurden Wustrow und der Darß von den einmarschierenden sowjetischen Truppen befreit. Nach Kriegsende wurde Wustrow Teil der sowjetischen Besatzungszone und gehörte ab 1949 zur DDR.
1846 wurde in Wustrow die Seefahrtschule gegründet und 1948 mit der in Warnemünde gegründeten Ingenieurschule für Schiffstechnik zusammen gelegt. 1969 entstand daraus die Ingenieurhochschule für Seefahrt Warnemünde/Wustrow.
Vom 6. bis 14. Juli 1985 wurde das Jubiläum 750 Jahre Wustrow mit einer Festwoche begangen.
Seit 1990 wurden Hotels und zahlreiche Ferienhäuser errichtet. Der Ortskern wurde im Rahmen der Städtebauförderung seit 1991 gründlich saniert. 1993 wurde wieder eine Seebrücke gebaut und trägt seit 2014 das Leuchtfeuer als Ersatz für den alten Leuchtturm.
2000 beherbergte Wustrow rund 36.000 Gäste. Auf dem Gelände der (seit 1991 geschlossenen) Seefahrtschule am Ortsrand wurde 2020 ein Komplex von Ferien- und Eigentumswohnungen unter Integration ehemaliger Schulgebäude fertiggestellt.
Die Region Fischland-Darß-Zingst mit dem dazugehörigen Ort Wustrow war Drehort der 2018–2022 veröffentlichten TV-Serie Ella Schön mit Annette Frier und Julia Richter in den Hauptrollen.
Kreiszugehörigkeit
Von 1933 bis 1952 war Wustrow Teil des Landkreises Rostock, dann des Kreises Ribnitz-Damgarten. Von 1994 bis 2011 gehörte die Gemeinde zum Landkreis Nordvorpommern, seit der Kreisgebietsreform 2011 zum Landkreis Vorpommern-Rügen.

## Bevölkerung
| Jahr | Einwohner |
| ---- | --------- |
| 1990 | 1506      |
| 1995 | 1408      |
| 2000 | 1384      |
| 2005 | 1291      |
| 2010 | 1209      |
| 2015 | 1157      |

| Jahr | Einwohner |
| ---- | --------- |
| 2020 | 1049      |
| 2021 | 1054      |
| 2022 | 1071      |
| 2023 | 1090      |

 Stand: 31. Dezember des jeweiligen Jahres

## Politik

### Gemeindevertretung
Die Gemeindevertretung von Wustrow besteht aus zehn Mitgliedern. Die Kommunalwahl am 9. Juni 2024 führte zu folgendem Ergebnis:
| Partei / Wählergruppe                           | Stimmenanteil 2019 | Sitze 2019 |  | Stimmenanteil 2024 | Sitze 2024 |
| ----------------------------------------------- | ------------------ | ---------- |  | ------------------ | ---------- |
| Gemeinsam für Wustrow (GfW)                     | 29,7 %             | 3          |  | 41,1 %             | 4          |
| Zukunft Wustrow                                 | –                  | –          |  | 27,1 %             | 3          |
| CDU                                             | 23,8 %             | 2          |  | 12,9 %             | 1          |
| Einzelbewerber Frank Hartmann                   | .                  | 1          |  | 06,4 %             | 1          |
| Einzelbewerber Michael Unger                    | 07,5 %             | 1          |  | 04,6 %             | 1          |
| Einzelbewerber Daniel Schimmelpfennig           | –                  | –          |  | 04,2 %             | –          |
| Einzelbewerber Thomas Knopp                     | 03,9 %             | –          |  | 03,7 %             | –          |
| Wählergemeinschaft Schossow-Levien-Dabels (SLD) | .                  | 2          |  | –                  | –          |
| Insgesamt                                       | 100 %              | 9          |  | 100 %              | 10         |

Bei der Wahl 2019 kandidierte Daniel Schossow (SLD) sowohl als Gemeindevertreter als auch als Bürgermeister. Da er die Wahl zum Bürgermeister annahm und seine Wählergruppe nur drei Kandidaten nominiert hatte, blieb ein Sitz in der Gemeindevertretung unbesetzt.

### Bürgermeister
- 2014–2019: Daniel Schossow
- 2019–2024: Daniel Schimmelpfennig (CDU)
- seit 2024: Olaf Müller (Gemeinsam für Wustrow)

Bei der Bürgermeisterwahl am 26. Mai 2019 wurde Schossow in seinem Amt bestätigt. Im Juli 2019 trat er zurück. Daniel Schimmelpfennig wurde am 17. November 2019 zu seinem Nachfolger gewählt.
Bei der Bürgermeisterwahl am 9. Juni 2024 wurde Müller mit 68,5 % der gültigen Stimmen zum neuen Bürgermeister gewählt. Seine Amtszeit beträgt fünf Jahre.

### Wappen
Das von Andreas Dietzel aus Ribnitz-Damgarten gestaltete Wappen wurde am 20. August 1997 durch das Innenministerium genehmigt und unter der Nr. 134 der Wappenrolle von Mecklenburg-Vorpommern registriert.
Blasonierung: „In Blau eine silberne Brigg, begleitet oben rechts von einer strahlenden goldenen Sonne.“

## Sehenswürdigkeiten

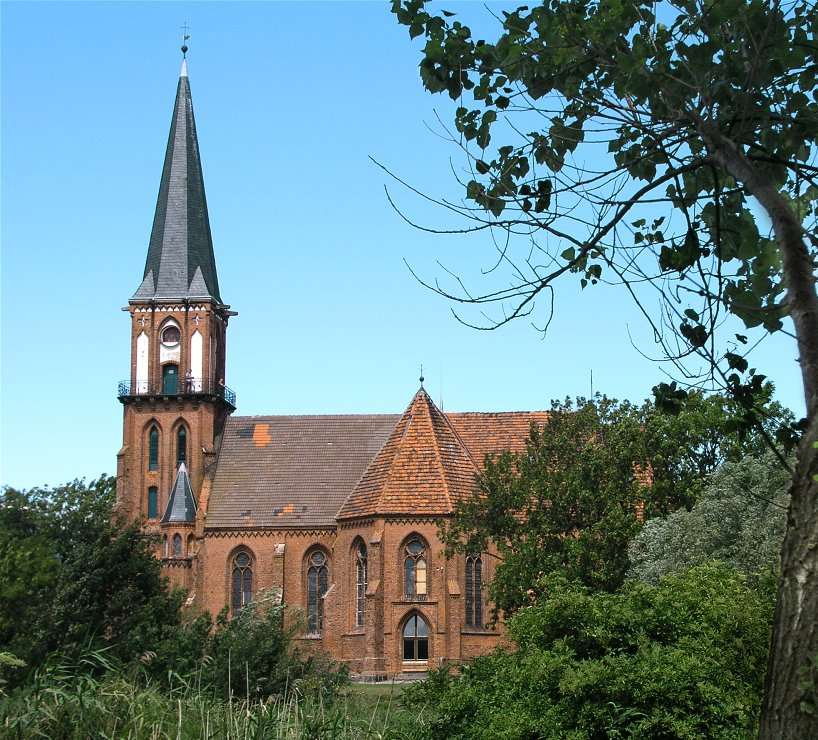
Wustrower Kirche

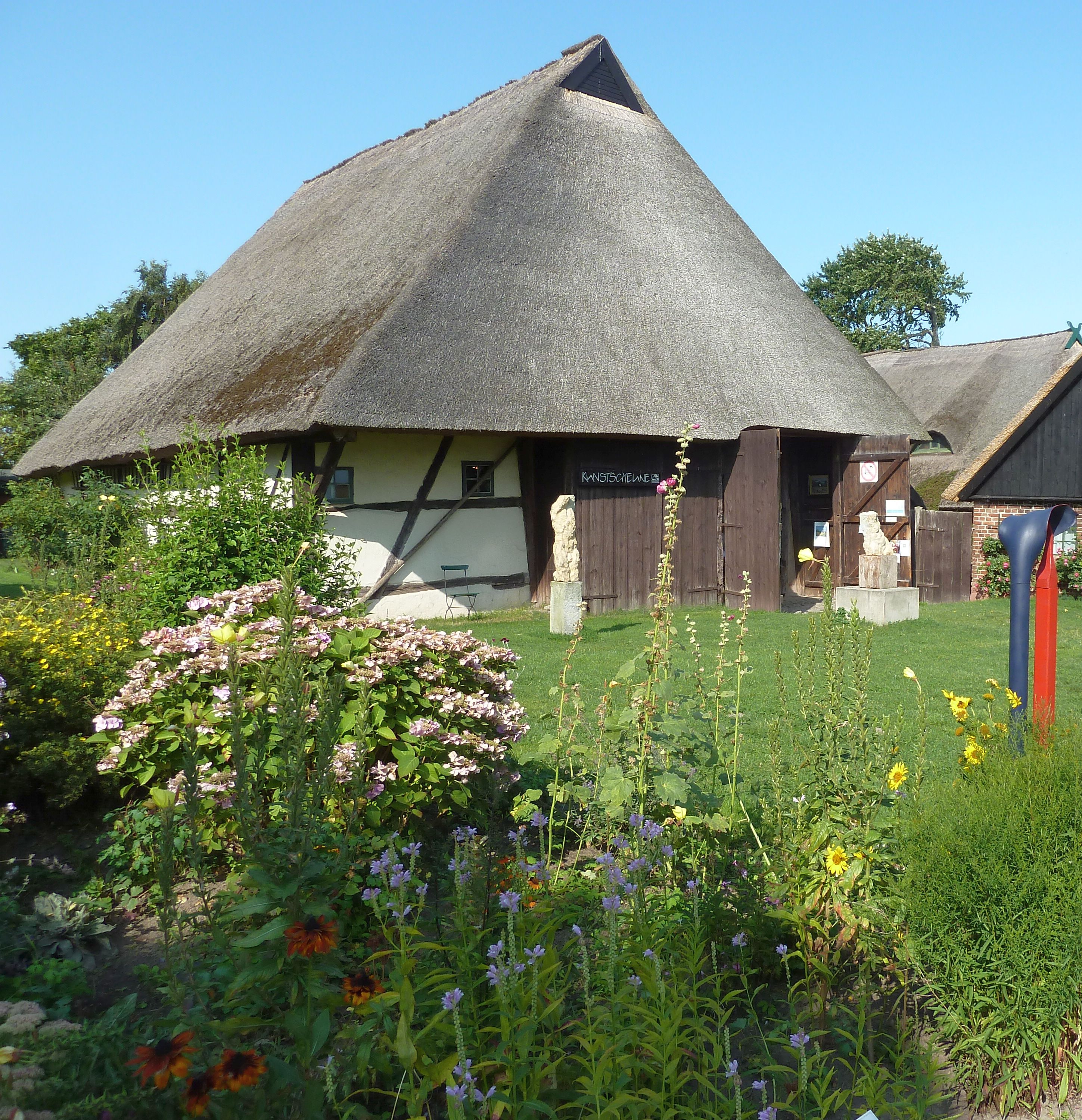
Kunstscheune Barnsdorf

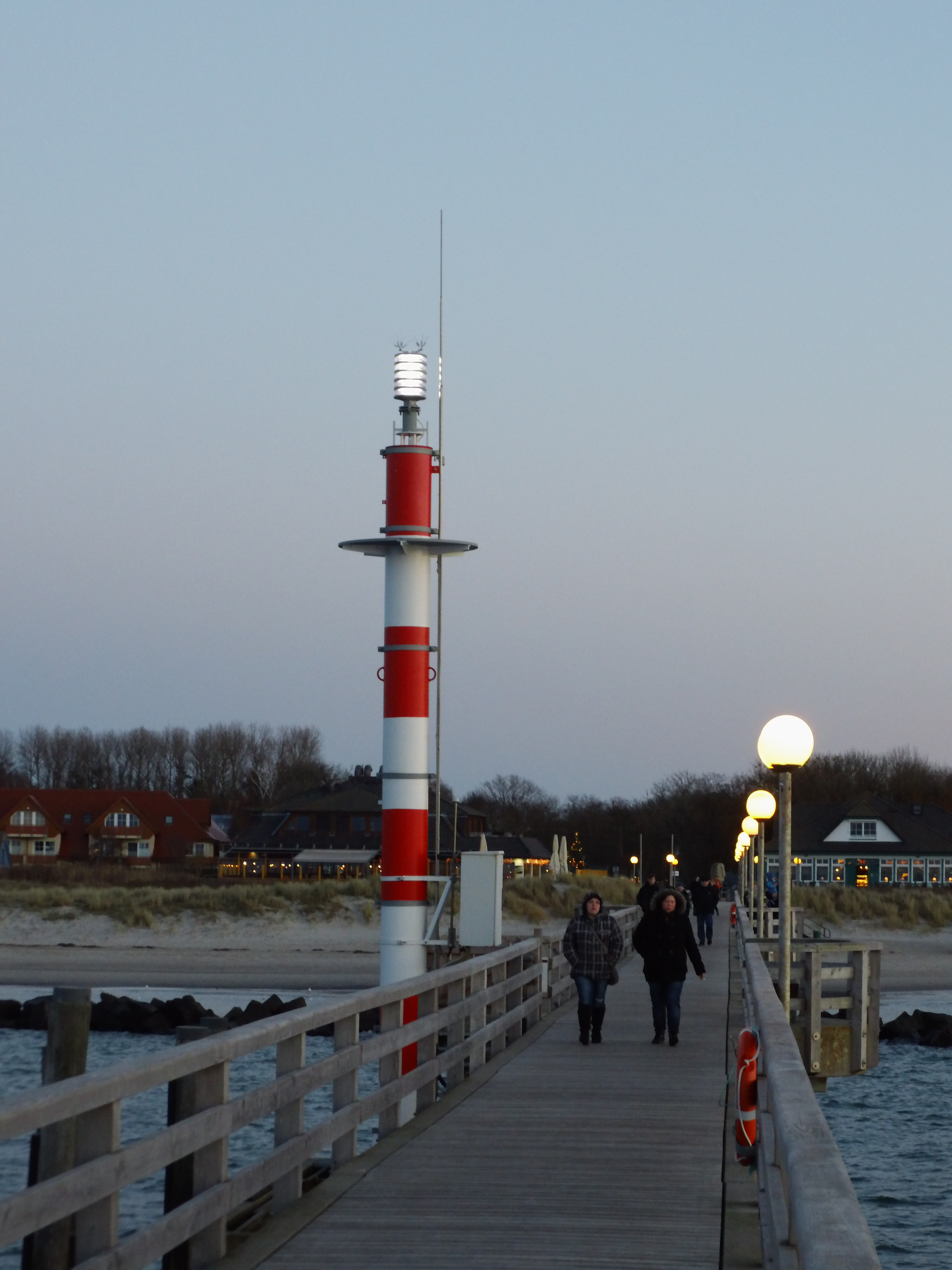
Leuchtturm Wustrow auf der Seebrücke

→ Siehe auch Liste der Baudenkmale in Wustrow (Fischland)
- Kirche Wustrow, 1870 bis 1873 errichtet, erlaubt von ihrem Turm einen Rundumblick über das Fischland, den Saaler Bodden und die Ostsee. Der 18 Meter hohe Kirchturm war früher auch als Seezeichen von Bedeutung. Der freie Umgang um den Turm sollte den Seefahrtsschülern die Möglichkeit bieten, hier das Navigieren zu üben. Im Sommer finden in der Kirche regelmäßig Orgelkonzerte an der neuen großen Orgel statt.
- Fischlandhaus, ehemaliges Kapitänshaus, in dem heute Lesungen, Konzerte, Kabarett und ganzjährig wechselnde Ausstellungen zu ortsgeschichtlichen Themen oder von Werken von Künstlern der Region stattfinden. Das Gebäude entstand um 1800 als Büdnerei mit dem für den Bodden typischen reetgedeckten Krüppelwalmdach.[15] Der denkmalgeschützte Bau wurde 2010 zur 775-Jahr-Feier Wustrows saniert.
- Schifferwiege in der Neuen Straße, denkmalgeschützt, ältestes Haus der Gemeinde. Ihr Name leitet sich von einer Hebamme ab, die hier gewohnt haben soll und Kinder auf die Welt gebracht hat, die später als Kapitäne oder Steuerleute zur See fuhren.[16] Andere Quellen geben an, dass der Name auf einen gleichnamigen Roman von Carl von Bremen von 1935 zurückzuführen ist.[17]
- Ehemaliges kaiserliches Postamt von 1895, denkmalgeschützt, 2001 nach der Einstellung des Postbetriebes saniert und seit 2003 Sitz der Touristeninformation als Haus des Gastes
- Skulpturengruppe Das Tor zum Jahr 2000 von Künstlern der Region neben der Bäderstraße auf der Ostseeseite, bildet am Deich ein neues Wahrzeichen. 2008 wurde von der Gemeinde ein Kulturpfad Folgen Sie den blauen Steinen eingerichtet. Mit diesem Zeichen wurden sehenswerte Orte markiert, an denen Persönlichkeiten aus dem maritimen Leben, Kunst oder Kultur lebten und arbeiteten, die die Gemeinde prägten.[18]
- Bauernhöfe mit den typischen niederdeutschen Hallenhäusern, die aus der ersten Hälfte des 18. Jahrhunderts stammen, im denkmalgeschützten Ortsteil Barnstorf auf einer kleinen Halbinsel direkt am Saaler Bodden. In einer der Scheunen, der Kunstscheune Barnstorf von Gabi und Peter Eymael, finden Ausstellungen von Arbeiten vorwiegend norddeutscher Künstler statt. Darunter befinden sich malerische Kunst, Plastiken, Skulpturen, Schmuck und Keramik.
- Hafen am Saaler Bodden, bekannt vor allem für die Zeesenboote, ehemalige Fischerboote, markant durch die braune Farbe ihrer Segel. Seit 1985 Anfang Juli stattfindende Zeesenbootregatta.[19]
- Seebrücke, reicht 240 Meter ins Meer hinaus
- Gräber von Kapitänen und Künstlern u. a. von Hedwig Woermann, auf dem nordwestlich gelegenen Friedhof
- Wustrower Windkraftanlage von 1989 mit einer Rotorhöhe von 25 Metern, technisches Denkmal

Rettungsstation der DGzRS
Seit 1990 betreibt die Deutsche Gesellschaft zur Rettung Schiffbrüchiger (DGzRS) wieder die Rettungsstation von Wustrow mit dem alten Rettungsschuppen von 1905. Er liegt an der Strandstraße, an deren Ende sich die Seebrücke befindet. Im Schuppen lagert ein Seenotrettungsboot auf einem Anhänger und kann mit einem Zugfahrzeug an die Ostsee oder den Bodden zum Einsatz gefahren werden.

## Verkehr
Etwa 15 Kilometer südöstlich der Gemeinde befinden sich die Stadt Ribnitz-Damgarten und die B 105, etwa 40 Kilometer südwestlich liegt Rostock. Die A 19 ist über die Anschlussstelle Rostock-Ost (ca. 35 Kilometer) zu erreichen.
Wustrow ist an den Ostseeküsten-Radweg angeschlossen, der als eine der europäischen EuroVelo-Routen um die ganze Ostsee führt.

## Persönlichkeiten

### Söhne und Töchter der Gemeinde
- Walther Koß (1904–1945), Redakteur, Archivpfleger und Heimatforscher
- Hans-Helmut Klose (1916–2003), deutscher Marineoffizier, zuletzt Vizeadmiral der Bundesmarine und Stellvertreter des Befehlshabers der Flotte
- Klaus Praefcke (1933–2013), Chemiker
- Peter-Christoph Storm (* 1936), Rechtswissenschaftler
- Uwe Stock (* 1947), Judoka

### Mit Wustrow verbunden
- Nicolaus Permien (1792–1860), Gründer der Privaten Navigationsschule Wustrow von 1824/1825
- Ernst Friedrich Schütz (1821–1880), von 1846 bis 1880 erste Direktor der Großherzoglichen Mecklenburgischen Navigationsschule
- Christian Johann Friedrich Peters (1822–1889), von 1840 bis 1884 Elementarlehrer an der Navigationsschule, Autor der ersten historisch zusammenhängenden Darstellung des Fischlandes
- Ulrich Lettow (1865–1934), Fischlandarzt und Bodendenkmalpfleger mit einer Sammlung steinzeitlicher Funde der Region
- Johann Jaenichen (1873–1945), Bildhauer, von 1919 bis 1945 in Wustrow
- Dora Menzler (1874–1951), Gymnastiklehrerin, unterrichtete von 1920 bis 1931 in Wustrow
- Ludwig Mât (1878–1924), Lehrer in Wustrow, sammelte steinzeitliche Funde auf dem Fischland, insbesondere am Hohen Ufer Althagen/Niehagen, Bericht dazu von 1908 ff.[22]
- Hedwig Jaenichen-Woermann (1879–1960), Malerin und Bildhauerin, lebte und arbeitete ab 1919 im Storchenhaus
- Erich Theodor Holtz (1885–1956), Maler, lebte und arbeitete in Wustrow
- Walter Homburg (1885–1977), Navigationslehrer und Autor, unterrichtete von 1911 bis 1945 an der Navigationsschule, Standardwerk Nautische Navigation
- Walter Steinfatt (1900–1988), Navigationslehrer, unterrichtete von 1931 bis 1945 an verschiedenen Seefahrtschulen
- Heinrich Hauser (1901–1955), Schriftsteller, Dokumentarfilmer und Fotograf, lebte und arbeitete von 1925 bis 1938 in Wustrow. Sein Roman „Brackwasser“, der mit dem Gerhart-Hauptmann-Preis ausgezeichnet wurde, spielt in der Gemeinde.
- Hedwig Holtz-Sommer (1901–1970), Malerin, lebte in Wustrow
- Walter Kramer (1902–1990), Goldschmied, Begründer des Fischlandschmucks
- Gerhard Rose (1906–1978), Seefahrtschullehrer von 1949 bis 1969 und Autor
- Gerhard Vetter (1918–1971), von 1956 bis 1967 Aktfotograf in Wustrow
- Claus Stier (1936–2016), Pastor und Autor, lebte in Wustrow
- Joachim Gauck (* 1940), Pastor und Bundespräsident, lebte als Kind in Wustrow